# JPEG
JPEG ((eng.)) Joint Photographic Experts Group), je komprimirani slikovni format s gubitcima izveden iz bitmape. Najčešće korišten format u normalnom radu sa slikama. Zbog skromnih memorijskih potreba prikladan kako za arhiviranje, tako i za razmjenu putem informatičkih mreža ili mailova. Praktički svi programi i foto-oprema podržavaju ovaj format i svi omogućuju konvertiranje (tzv. "izvoz") svojih formata u JPG. U rjeđim slučajevima (uglavnom vektorski orijentiranih programa) omogućen je izvoz u BMP, a ovoga svaki fotoeditor može konvertirati u JPG.
Značajno višestruko smanjenje memorijskih potreba temelji se između ostaloga na isključivanju onih nijansi boja kojih nema u BMP izvorniku. Time se praktički ne gubi na kvaliteti slike, ako se nad njom neće izvoditi naknadne manipulacije. Već promjena svjetline ili kontrasta smanjuje bogatstvo nijansi, jer su možda upravo nijanse koje bi bile optimalne, isključene iz palete. Korisnik prilikom konverzije ili spremanja slike u nekim fotoeditorima može birati stupanj kompresije, tražeći kompromis između očuvanja kvalitete i memorijskih potreba.
Nedostatak formata čine dosta izražene nepravilnosti slike, posebno rubne nepravilnosti i šum, koje se na štetu oštrine slike i/ili bogatstva nijansi i finih detalja mogu umanjiti zamućivanjem ili primjenom raznih filtara u fotoeditorima. Ne podržava prozirnost.